# Antiga església parroquial d'Ollers
L'Antiga església parroquial d'Ollers és una obra del municipi de Barberà de la Conca (Conca de Barberà) inclosa en l'Inventari del Patrimoni Arquitectònic de Catalunya. Església barroca de nau única i coberta amb volta de canó. Les restes que es conserven, façana, part del campanar i part del mur nord, estan molt malmeses. El mur, a la banda interior, presenta una decoració molt sòbria amb cornises i pilastres clàssiques llises.

## Història
Fou construïda el segle xviii (a la porta hi havia la data de 1771), en planta rectangular d'una sola nau. A l'interior, tenia adossades tres parells de pilastres amb els corresponents arcs, que dividien la nau en quatre trams i aguantaven una volta de canó amb llunetes de rajola de pla, és a dir volta catalana. Tota la fàbrica estava construïda de maçoneria arrebossada per fora i enguixada per dins, segons la moda barroca amb cornises, capitells i absis de quart d'esfera al mig i petxines als costats. Tenia quatre altars, el major dedicat a la Nativitat de la Mare de Déu, i tres als costats sota l'advocació del Sant Crist, Sant Isidre i la Mare de Déu del Roser. Aquest darrer, probablement el més valuós de tots, procedia d'una capella de l'església primitiva que fou fundada i erigida l'any 1596 per Pere Civit, fill d'Ollers, resident a Sarral.
Exteriorment, al costat nord del primer tram, s'aixecava un campanar prismàtic de planta quadrada i arestes arrodonides de la teulada en amunt. L'any 1936 fou incendiada la qual cosa en provocà l'ensorrament. Després de la guerra civil, l'any 1942, els ollerencs compraren una casa de la plaça per reconvertir-la en temple. El resultat fou una església menuda i senzilla, sense pretensions que compleix la seva funció.